# Transgender vlajka

Transgender vlajka

Nejrozšířenější transgender vlajka byla navržena pro transgender osoby, organizace a komunitu obecně v roce 1999 a tvoří ji pět vodorovných pruhů – světle modrý, růžový, bílý, růžový a světle modrý. Doplňuje duhovou vlajku, která je společná pro celé LGBT hnutí. Navrhla ji americká transgender aktivistka Monica Helms, inspirována Michaelem Pagem, který v roce 1998 vytvořil vlajku bisexuální hrdosti. Helms její symbolismus vysvětlila takto: na okrajích jsou pruhy světle modré, v západní kultuře tradičně chlapecké (maskulinní) barvy, vedle nich růžové, barvy tradičně dívčí (feminní). Bílý pruh uprostřed reprezentuje osoby procházející tranzicí nebo mající nebinární genderovou identitu. Na průvodu hrdosti se s ní poprvé objevila v roce 2000, a to ve Phoenixu. Tuto původní vlajku Helms darovala v roce 2014 Národnímu muzeu americké historie při Smithsonově institutu.

## Rozšíření

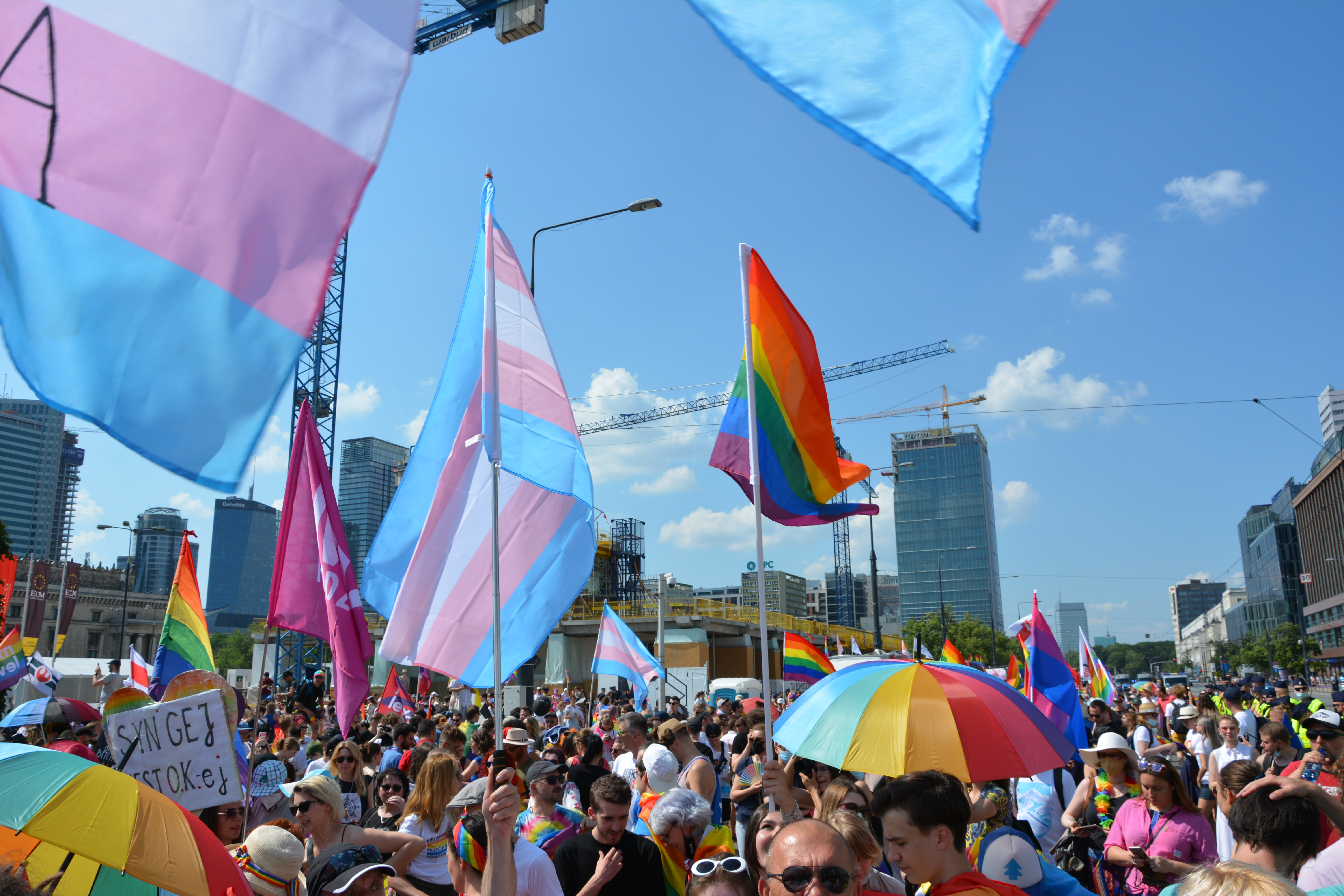
Vlajky trans hrdosti spolu s duhovými vlajkami na varšavském pochodu za rovnost, 2021

Vlajka se objevuje na průvodech hrdosti, protestech souvisejících s právy transgender osob, případně je vyvěšována během dní významných pro transgender komunitu. V červnu 2015 ji například během konání konference věnované zdraví trans osob u radnice oficiálně vyvěsila Filadelfie a v roce 2019 ji před svými kancelářemi vyvěsilo několik desítek demokratických a nezávislých členů Kongresu Spojených států amerických během mezinárodního dne trans viditelnosti. Téhož roku 20. listopadu, na den památky obětí transfobie, vlála nad kapitoly Kalifornie a Iowy. Mimo Spojené státy ji například vyvěsila správní rada jihoanglického města Brighton and Hove v roce 2010.
Digitální podoba vlajky (🏳️‍⚧️) je od roku 2020 součástí emodži setu standardu Unicode. Technicky je zapsána pomocí pěti znaků – vlající bílé vlajky (🏳) a tříramenného genderového symbolu (⚧) se třemi pomocnými bílými znaky.
Kromě modro-růžovo-bílé vlajky některé regionální komunity užívají odlišné vlajky (izraelská transgender vlajka je například svítivě zelená), případně variaci na tuto vlajku. Modrá, růžová a bílá symbolizují trans komunitu také na duhové „vlajce pokroku“ s klínem z roku 2017 a její verze z roku 2021 zahrnující intersexualitu.